# Championnat de France de football de deuxième division 2016-2017
Navigation
Ligue 2 2015-2016 Ligue 2 2017-2018
La saison 2016-2017 de Ligue 2 est la soixante-dix-huitième édition du championnat de Ligue 2 (ou Division 2 jusqu'en 2002). La saison débute le 29 juillet 2016 et se terminera le 19 mai 2017. Deuxième niveau de la hiérarchie du football en France après la Ligue 1, le championnat oppose en matches aller-retour, vingt clubs professionnels, dont trois promus de National et trois relégués de Ligue 1. Cette saison voit le démarrage d'un partenariat avec la société américaine Domino's Pizza, se voyant à présent référée sous l'appellation « Domino's Ligue 2 » pour les quatre saisons suivantes.

## Clubs participants

### Localisation
| \| Stade de Reims Gazélec Ajaccio ES Troyes AC Le Havre AC Red Star RC Lens Clermont Foot AJ Auxerre Tours FC · Stade · brestois Bourg-Péronnas Valenciennes FC · Stade · lavallois Nîmes Olympique · FC Sochaux · -Montbéliard Chamois niortais AC Ajaccio RC Strasbourg US Orléans Amiens SC \| Localisation des clubs engagés. |
| Stade de Reims Gazélec Ajaccio ES Troyes AC Le Havre AC Red Star RC Lens Clermont Foot AJ Auxerre Tours FC · Stade · brestois Bourg-Péronnas Valenciennes FC · Stade · lavallois Nîmes Olympique · FC Sochaux · -Montbéliard Chamois niortais AC Ajaccio RC Strasbourg US Orléans Amiens SC                                       |

### Liste des clubs participants
Les équipes classées de la 4e à la 17e place de Ligue 2 2015-2016, les 3 derniers de Ligue 1 2015-2016 ainsi que les 1er, 2e et 3e de National 2015-2016 participent à la compétition.
| Club                   | En L2 depuis | Classement 2015-2016 | Budget (en M€) | Entraîneur           | Depuis | Stade                      | Capacité |
| ---------------------- | ------------ | -------------------- | -------------- | -------------------- | ------ | -------------------------- | -------- |
| Stade de Reims         | 2016         | 18e (Ligue 1)        | 20             | Michel Der Zakarian  | 2016   | Stade Auguste-Delaune      | 21 628   |
| GFC Ajaccio            | 2016         | 19e (Ligue 1)        | 8              | Jean-Luc Vannuchi    | 2016   | Stade Ange-Casanova        | 8 000    |
| ES Troyes AC           | 2016         | 20e (Ligue 1)        | 13             | Jean-Louis Garcia    | 2016   | Stade de l'Aube            | 20 400   |
| Le Havre AC            | 2009         | 4e                   | 13,5           | Oswald Tanchot       | 2016   | Stade Océane               | 25 178   |
| Red Star FC            | 2015         | 5e                   | 7,5            | Claude Robin         | 2017   | Stade Jean-Bouin           | 20 000   |
| RC Lens                | 2015         | 6e                   | 18,            | Alain Casanova       | 2016   | Stade Bollaert-Delelis     | 38 223   |
| Clermont Foot 63       | 2007         | 7e                   | 6,3            | Corinne Diacre       | 2014   | Stade Gabriel-Montpied     | 11 980   |
| AJ Auxerre             | 2012         | 8e                   | 12             | Cédric Daury         | 2016   | Stade de l'Abbé-Deschamps  | 21 379   |
| Tours FC               | 2008         | 9e                   | 9              | Gilbert Zoonekynd    | 2017   | Stade de la Vallée du Cher | 13 000   |
| Stade brestois 29      | 2013         | 10e                  | 13             | Jean-Marc Furlan     | 2016   | Stade Francis-Le Blé       | 16 000   |
| Bourg-en-Bresse 01     | 2015         | 11e                  | 6,5            | Hervé Della Maggiore | 2008   | Stade Marcel-Verchère      | 11 400   |
| Valenciennes FC        | 2014         | 12e                  | 10,5           | Faruk Hadžibegić     | 2016   | Stade du Hainaut           | 24 926   |
| Stade lavallois        | 2009         | 13e                  | 8,4            | Thierry Goudet       | 2017   | Stade Francis-Le-Basser    | 11 107   |
| Nîmes Olympique        | 2012         | 14e                  | 8,5            | Bernard Blaquart     | 2015   | Stade des Costières        | 18 482   |
| FC Sochaux-Montbéliard | 2014         | 15e                  | 15             | Albert Cartier       | 2015   | Stade Auguste-Bonal        | 20 005   |
| Chamois niortais FC    | 2012         | 16e                  | 9              | Denis Renaud         | 2016   | Stade René-Gaillard        | 11 352   |
| AC Ajaccio             | 2014         | 17e                  | 9              | Olivier Pantaloni    | 2014   | Stade François-Coty        | 10 446   |
| RC Strasbourg          | 2016         | 1er (National)       | 12             | Thierry Laurey       | 2016   | Stade de la Meinau         | 26 109   |
| US Orléans             | 2016         | 2e (National)        | 6,5            | Didier Ollé-Nicolle  | 2016   | Stade de la Source         | 8 000    |
| Amiens SC              | 2016         | 3e (National)        | 8              | Christophe Pélissier | 2014   | Stade de la Licorne        | 12 097   |

### Changements d'entraîneur
| Club                | Entraîneur partant                            | Motif du départ        | Date de départ   | Position   | Entraîneur arrivant              | Date d'arrivée   |
| ------------------- | --------------------------------------------- | ---------------------- | ---------------- | ---------- | -------------------------------- | ---------------- |
| ES Troyes AC        | Michel Padovani Mohamed Bradja Olivier Tingry | Fin de l'intérim       | 9 mai 2016       | Pré-saison | Jean-Louis Garcia                | 9 mai 2016       |
| Chamois niortais FC | Carl Tourenne Jean-Philippe Faure             | Fin de l'intérim       | 9 mai 2016       | Pré-saison | Denis Renaud                     | 9 mai 2016       |
| Tours FC            | Marco Simone                                  | Consentement mutuel    | 13 mai 2016      | Pré-saison | Fabien Mercadal                  | 13 juillet 2016  |
| Stade brestois 29   | Alex Dupont                                   | Fin de contrat         | 15 mai 2016      | Pré-saison | Jean-Marc Furlan                 | 30 mai 2016      |
| Stade de Reims      | David Guion                                   | Fin de l'intérim       | 23 mai 2016      | Pré-saison | Michel Der Zakarian              | 23 mai 2016      |
| AJ Auxerre          | Jean-Luc Vannuchi                             | Fin de contrat         | 23 mai 2016      | Pré-saison | Viorel Moldovan                  | 26 mai 2016      |
| RC Lens             | Antoine Kombouaré                             | Fin de contrat         | 30 mai 2016      | Pré-saison | Alain Casanova                   | 13 juin 2016     |
| RC Strasbourg       | Jacky Duguépéroux                             | Fin de contrat         | 31 mai 2016      | Pré-saison | Thierry Laurey                   | 31 mai 2016      |
| GFC Ajaccio         | Thierry Laurey                                | Consentement mutuel    | 31 mai 2016      | Pré-saison | Jean-Luc Vannuchi                | 1er juin 2016    |
| Le Havre AC         | Bob Bradley                                   | Signé par Swansea City | 3 octobre 2016   | 5e         | Oswald Tanchot                   | 3 octobre 2016   |
| AJ Auxerre          | Viorel Moldovan                               | Renvoi                 | 3 octobre 2016   | 19e        | Cédric Daury                     | 7 octobre 2016   |
| Stade lavallois     | Denis Zanko                                   | Renvoi                 | 5 novembre 2016  | 18e        | Marco Simone                     | 7 novembre 2016  |
| Red Star FC         | Rui Almeida                                   | Renvoi                 | 12 décembre 2016 | 16e        | Claude Robin                     | 10 janvier 2017  |
| US Orléans          | Olivier Frapolli                              | Renvoi                 | 28 décembre 2016 | 20e        | Didier Ollé-Nicolle              | 28 décembre 2016 |
| Tours FC            | Fabien Mercadal                               | Renvoi                 | 18 février 2017  | 20e        | Nourredine El Ouardani (intérim) | 18 février 2017  |
| Tours FC            | Nourredine El Ouardani                        | Fin de l'intérim       | 27 mars 2017     | 17e        | Gilbert Zoonekynd                | 27 mars 2017     |
| Stade lavallois     | Marco Simone                                  | Renvoi                 | 11 avril 2017    | 20e        | Thierry Goudet                   | 12 avril 2017    |

## Compétition

### Règlement
Calcul des points :
- 3 points pour une victoire ;
- 1 point pour un match nul ;
- 0 point pour une défaite.

En cas d'égalité de points, les critères suivants sont appliqués :
- Différence de buts générale ;
- Nombre de buts marqués ;
- Différence de buts particulière ;
- Classement du fair-play.

L'organisation et la gestion du Championnat de France de Ligue 2 sont confiées à la Ligue de football professionnel, qui décerne le titre de champion de France de Ligue 2 au club dont l'équipe termine en tête du classement à l'issue de la dernière journée de la compétition.
À la fin de la saison, les deux premières équipes du classement accèdent à la Ligue 1. Le 3e dispute un barrage en matchs aller-retour contre le 18e de Ligue 1.
Les deux dernières équipes sont reléguées en National. Le 18e dispute un barrage en matchs aller-retour contre le 3e de National.

### Classement général
Source : Classement officiel sur le site de la LFP.

| Rang | Équipe                 | Pts  | J  | G  | N  | P  | Bp | Bc | Diff |
| ---- | ---------------------- | ---- | -- | -- | -- | -- | -- | -- | ---- |
| 1    | RC Strasbourg P        | 67   | 38 | 19 | 10 | 9  | 63 | 47 | +16  |
| 2    | Amiens SC P            | 66   | 38 | 19 | 9  | 10 | 56 | 38 | +18  |
| 3    | ES Troyes AC R         | 66   | 38 | 19 | 9  | 10 | 59 | 43 | +16  |
| 4    | RC Lens                | 65   | 38 | 18 | 11 | 9  | 59 | 40 | +19  |
| 5    | Stade brestois 29      | 65   | 38 | 19 | 8  | 11 | 58 | 44 | +14  |
| 6    | Nîmes Olympique        | 64   | 38 | 17 | 13 | 8  | 58 | 40 | +18  |
| 7    | Stade de Reims R       | 55   | 38 | 14 | 13 | 11 | 42 | 39 | +3   |
| 8    | Le Havre AC            | 54   | 38 | 14 | 12 | 12 | 39 | 31 | +8   |
| 9    | GFC Ajaccio R          | 51   | 38 | 13 | 12 | 13 | 47 | 51 | -4   |
| 10   | Chamois niortais       | 49   | 38 | 12 | 13 | 13 | 45 | 57 | -12  |
| 11   | AC Ajaccio             | 48   | 38 | 13 | 9  | 16 | 47 | 58 | -11  |
| 12   | Clermont Foot 63       | 46   | 38 | 11 | 13 | 14 | 46 | 48 | -2   |
| 13   | FC Sochaux-Montbéliard | 46   | 38 | 11 | 13 | 14 | 38 | 43 | -5   |
| 14   | Valenciennes FC        | 45   | 38 | 10 | 15 | 13 | 44 | 44 | 0    |
| 15   | Bourg-en-Bresse 01     | 44   | 38 | 11 | 11 | 16 | 49 | 58 | -9   |
| 16   | Tours FC               | 43   | 38 | 10 | 13 | 15 | 55 | 60 | -5   |
| 17   | AJ Auxerre             | 43   | 38 | 11 | 10 | 17 | 28 | 40 | -12  |
| 18   | US Orléans P           | 38-4 | 38 | 11 | 9  | 18 | 41 | 54 | -13  |
| 19   | Red Star FC            | 36   | 38 | 8  | 12 | 18 | 36 | 56 | -20  |
| 20   | Stade lavallois        | 30   | 38 | 5  | 15 | 18 | 33 | 52 | -19  |

Promotions
- Promotion en Ligue 1
- Barrages de promotion en Ligue 1

Relégations
- Barrages de relégation en National
- Relégation en National

Abréviations
- P : Promu de National
- R : Relégué de Ligue 1

1. ↑  À la suite du « non-respect de ses obligations en matière de présentation des comptes et communication d’informations inexactes à la DNCG », l'US Orléans se voit sanctionné d'un retrait de quatre points le 1er mars 2017[6].

### Matchs
| Résultats (▼dom., ►ext.)                                   | ACA | GFCA | ASC | AJA | BOU | SB29 | CF63 | LAV | HAC | RCL | NÎM | NIO | USO | RED | SDR | FCSM | RCS | TFC | ESTAC | VFC |
| AC Ajaccio                                                 |     | 1-0  | 1-1 | 2-0 | 3-1 | 1-1  | 2-1  | 1-3 | 0-0 | 3-6 | 1-2 | 3-1 | 1-0 | 1-2 | 1-0 | 0-0  | 2-0 | 3-2 | 2-1   | 3-2 |
| GFC Ajaccio                                                | 4-1 |      | 1-1 | 2-0 | 2-3 | 0-0  | 4-4  | 1-1 | 1-1 | 0-4 | 0-2 | 1-0 | 2-0 | 2-1 | 1-1 | 0-1  | 1-1 | 2-2 | 3-1   | 1-0 |
| Amiens SC                                                  | 2-1 | 4-0  |     | 0-0 | 2-1 | 3-0  | 0-1  | 3-0 | 2-0 | 2-1 | 1-2 | 2-0 | 0-2 | 0-0 | 1-1 | 0-1  | 4-3 | 3-1 | 0-1   | 0-0 |
| AJ Auxerre                                                 | 1-0 | 1-2  | 1-0 |     | 0-2 | 3-1  | 0-1  | 2-0 | 0-1 | 1-1 | 2-0 | 0-4 | 0-2 | 1-0 | 1-2 | 0-0  | 0-2 | 1-1 | 2-3   | 1-1 |
| Bourg-en-Bresse 01                                         | 3-2 | 1-0  | 2-4 | 2-4 |     | 1-2  | 1-1  | 0-0 | 2-1 | 0-0 | 0-1 | 2-2 | 0-0 | 4-1 | 1-0 | 0-1  | 0-0 | 3-2 | 2-4   | 0-2 |
| Stade brestois 29                                          | 1-2 | 6-2  | 2-3 | 1-0 | 0-0 |      | 0-2  | 3-0 | 2-0 | 1-2 | 2-3 | 2-3 | 2-1 | 0-1 | 2-1 | 2-0  | 2-1 | 1-1 | 2-1   | 3-2 |
| Clermont Foot 63                                           | 2-1 | 3-1  | 1-0 | 0-1 | 2-3 | 1-1  |      | 1-1 | 1-3 | 1-1 | 2-3 | 0-1 | 3-0 | 0-0 | 0-1 | 1-2  | 0-0 | 0-0 | 1-1   | 1-0 |
| Stade lavallois                                            | 1-1 | 0-1  | 2-2 | 0-0 | 2-4 | 0-1  | 1-1  |     | 0-2 | 0-1 | 1-2 | 1-1 | 3-1 | 1-1 | 5-2 | 1-1  | 1-2 | 1-3 | 1-0   | 0-0 |
| Le Havre AC                                                | 2-0 | 1-2  | 0-0 | 1-0 | 3-0 | 1-1  | 0-1  | 2-0 |     | 1-0 | 1-0 | 0-0 | 4-1 | 1-1 | 1-1 | 2-1  | 0-1 | 0-2 | 1-3   | 2-2 |
| RC Lens                                                    | 1-1 | 2-1  | 0-1 | 0-1 | 1-1 | 0-2  | 3-1  | 2-0 | 1-0 |     | 1-3 | 3-1 | 4-2 | 2-0 | 1-1 | 2-1  | 1-1 | 2-2 | 0-0   | 2-0 |
| Nîmes Olympique                                            | 3-1 | 1-1  | 2-3 | 0-1 | 0-0 | 1-2  | 1-1  | 0-0 | 0-0 | 0-2 |     | 3-0 | 2-0 | 2-0 | 3-0 | 0-0  | 2-2 | 1-1 | 2-2   | 1-0 |
| Chamois niortais                                           | 1-1 | 0-0  | 2-1 | 1-0 | 3-2 | 0-3  | 2-1  | 2-2 | 1-1 | 0-0 | 1-3 |     | 1-0 | 2-3 | 0-3 | 2-0  | 2-2 | 1-4 | 3-2   | 2-1 |
| US Orléans                                                 | 2-0 | 1-1  | 1-2 | 0-0 | 1-0 | 0-1  | 2-2  | 2-1 | 0-1 | 2-1 | 2-1 | 1-1 |     | 4-0 | 2-2 | 1-0  | 3-1 | 0-0 | 1-1   | 0-2 |
| Red Star FC                                                | 2-0 | 0-3  | 0-1 | 0-0 | 4-1 | 0-3  | 1-3  | 1-0 | 0-0 | 2-3 | 3-3 | 0-1 | 1-0 |     | 0-1 | 1-1  | 1-1 | 3-1 | 1-2   | 2-2 |
| Stade de Reims                                             | 3-0 | 2-0  | 1-2 | 3-0 | 1-0 | 1-1  | 2-1  | 0-2 | 1-0 | 0-2 | 1-1 | 1-0 | 0-2 | 2-1 |     | 0-1  | 1-1 | 1-1 | 2-0   | 0-0 |
| FC Sochaux-Montbéliard                                     | 1-0 | 1-2  | 1-2 | 0-1 | 1-1 | 2-2  | 3-3  | 1-1 | 0-1 | 1-0 | 2-1 | 2-2 | 0-0 | 2-0 | 1-1 |      | 1-2 | 2-1 | 2-3   | 0-0 |
| RC Strasbourg                                              | 4-2 | 2-0  | 1-0 | 2-1 | 2-1 | 4-1  | 0-2  | 1-0 | 2-0 | 3-1 | 1-1 | 3-0 | 3-2 | 0-0 | 1-2 | 2-0  |     | 4-2 | 2-0   | 2-4 |
| Tours FC                                                   | 0-0 | 0-3  | 0-3 | 2-1 | 0-2 | 0-1  | 3-0  | 1-1 | 0-4 | 2-3 | 1-3 | 0-0 | 3-1 | 3-1 | 1-1 | 3-1  | 1-3 |     | 0-0   | 4-1 |
| ES Troyes AC                                               | 1-2 | 1-0  | 4-0 | 1-1 | 1-0 | 1-0  | 1-0  | 1-0 | 2-1 | 1-1 | 0-0 | 1-1 | 4-2 | 3-2 | 2-0 | 1-3  | 4-0 | 3-1 |       | 2-0 |
| Valenciennes FC                                            | 1-1 | 0-0  | 1-1 | 0-0 | 3-3 | 0-1  | 2-0  | 2-0 | 0-0 | 1-2 | 2-3 | 3-1 | 4-0 | 0-0 | 0-0 | 2-1  | 2-1 | 0-4 | 2-0   |     |
| - Victoire à domicile - Match nul - Victoire à l'extérieur |     |      |     |     |     |      |      |     |     |     |     |     |     |     |     |      |     |     |       |     |

### Matchs de barrages

#### Barrages de promotion
Le match de barrage de promotion entre le troisième de Ligue 2 et le dix-huitième de Ligue 1 prend place le jeudi 25 mai et le dimanche 28 mai. Le vainqueur de ce barrage obtient une place pour le Ligue 1 tandis que le perdant va en Ligue 2.
L'ES Troyes AC est promu à l'issue de ce barrage en l'emportant 2 buts à 1 contre le FC Lorient sur l'ensemble des deux matchs.
| Match aller             | (L2) ES Troyes AC         | 2 - 1   | FC Lorient (L1) | Stade de l'Aube, Troyes                                          |                                                                  |
| Jeudi 25 mai 2017 20h45 | Darbion 37e · Nivet 90+1e | (1 - 0) | 82e Waris       | Diffuseur : Canal+ Sport, beIN Sports 1 Arbitrage : Ruddy Buquet | Diffuseur : Canal+ Sport, beIN Sports 1 Arbitrage : Ruddy Buquet |
| Jeudi 25 mai 2017 20h45 | Rapport                   |         |                 | Diffuseur : Canal+ Sport, beIN Sports 1 Arbitrage : Ruddy Buquet | Diffuseur : Canal+ Sport, beIN Sports 1 Arbitrage : Ruddy Buquet |

| Match retour               | FC Lorient (L1) | 0 - 0   | (L2) ES Troyes AC | Stade du Moustoir, Lorient                                         |                                                                    |
| Dimanche 28 mai 2017 21h00 |                 | (0 - 0) |                   | Diffuseur : Canal+ Sport, beIN Sports 1 Arbitrage : Clément Turpin | Diffuseur : Canal+ Sport, beIN Sports 1 Arbitrage : Clément Turpin |
| Dimanche 28 mai 2017 21h00 | Rapport         |         |                   | Diffuseur : Canal+ Sport, beIN Sports 1 Arbitrage : Clément Turpin | Diffuseur : Canal+ Sport, beIN Sports 1 Arbitrage : Clément Turpin |

#### Barrages de relégation
Le match de barrage de promotion entre le troisième de National et le dix-huitième de Ligue 2 prend place le mardi 23 mai et le dimanche 28 mai. Le vainqueur de ce barrage obtient une place pour le Ligue 2 tandis que le perdant va en National. L'US Orléans est maintenu à l'issue de ce barrage en l'emportant 2 buts à 0 contre le Paris FC sur l'ensemble des deux matchs. Finalement, à la suite de la rétrogradation du SC Bastia, le Paris FC est tout de même promu en Ligue 2 malgré sa défaite.
| Match aller             | (N1) Paris FC | 0 - 1   | US Orléans (L2) | Stade Charléty, Paris                                              |                                                                    |
| Mardi 23 mai 2017 20:45 |               | (0 - 0) | 49e Sami        | Diffuseur : Canal+ Sport, beIN Sports 1 Arbitrage : Clément Turpin | Diffuseur : Canal+ Sport, beIN Sports 1 Arbitrage : Clément Turpin |
| Mardi 23 mai 2017 20:45 | Rapport       |         |                 | Diffuseur : Canal+ Sport, beIN Sports 1 Arbitrage : Clément Turpin | Diffuseur : Canal+ Sport, beIN Sports 1 Arbitrage : Clément Turpin |

| Match retour               | (L2) US Orléans | 1 - 0   | Paris FC (N1) | Stade de la Source, Orléans                                         |                                                                     |
| Dimanche 28 mai 2017 18:00 | Nabab 76e       | (0 - 0) |               | Diffuseur : Canal+ Sport, beIN Sports 1 Arbitrage : Frank Schneider | Diffuseur : Canal+ Sport, beIN Sports 1 Arbitrage : Frank Schneider |
| Dimanche 28 mai 2017 18:00 | Rapport         |         |               | Diffuseur : Canal+ Sport, beIN Sports 1 Arbitrage : Frank Schneider | Diffuseur : Canal+ Sport, beIN Sports 1 Arbitrage : Frank Schneider |

### 38ejournée
| Rang | Équipe            | Pts | J  | G  | N  | P  | Bp | Bc | Diff |
| ---- | ----------------- | --- | -- | -- | -- | -- | -- | -- | ---- |
| 1    | RC Strasbourg P   | 64  | 37 | 18 | 10 | 9  | 61 | 46 | +15  |
| 2    | Amiens SC P       | 63  | 37 | 18 | 9  | 10 | 54 | 37 | +17  |
| 3    | ES Troyes AC R    | 63  | 37 | 18 | 9  | 10 | 56 | 41 | +15  |
| 4    | RC Lens           | 62  | 37 | 17 | 11 | 9  | 57 | 39 | +18  |
| 5    | Stade brestois 29 | 62  | 37 | 18 | 8  | 11 | 52 | 42 | +10  |
| 6    | Nîmes Olympique   | 61  | 37 | 16 | 13 | 8  | 56 | 39 | +17  |

À l'approche de la 38e journée, le classement est très serré. Le RC Strasbourg, l'Amiens SC, l'ES Troyes AC, le RC Lens, le Stade brestois et le Nîmes Olympique se disputent les premières places du tableau, avec seulement trois points d'écart entre le leader et le sixième. Cette proximité promet une dernière journée de championnat animée, où chaque match a des conséquences pour la montée en Ligue 1.
Strasbourg et Amiens, deux équipes promues de National, occupent les deux premières places du classement. Troyes maintient sa place sur le podium, assurant ainsi sa participation aux barrages de promotion.
Lens et Brest, pourtant considérés comme des favoris en début de saison sont relégués au pied du podium dans les dernières journées.
Nîmes, en revanche, réalise une remontée au cours de la seconde moitié de la saison. Après un départ difficile, l'équipe enchaîne les victoires, se plaçant ainsi dans la course à la montée vers la 1re division.
Dès la 10e minute, Lens prend rapidement les devants, suivi de près par Amiens et Strasbourg. Plus tard, Brest inscrit trois buts en six minutes, relançant ainsi ses espoirs de montée.
Troyes, mené par le FC Sochaux-Montbéliard, parvient à égaliser. Lens se voit dépassé par Troyes et Brest, tandis que Nîmes reste dans la course avec une égalisation importante contre le Stade lavallois. Au fil des minutes, l'incertitude règne alors que chaque but peut changer le cours du classement.
Finalement, c'est un ultime but d'Amiens, dans la dernière minute du temps additionnel alors que tous les autres matchs sont terminés, qui scelle le classement. Amiens s'empare de la deuxième place, reléguant Troyes aux barrages de promotion.
Cette soirée couronne finalement Strasbourg champion de France de Ligue 2, une consécration inattendue pour un club qui avait frôlé la disparition quelques années auparavant. Accompagné de près par Amiens et Troyes dans leur ascension vers la 1re division, le club alsacien peut désormais célébrer sa victoire à la Meinau.

## Statistiques

### Évolution du classement
Le tableau suivant récapitule le classement au terme de chacune des journées définies par le calendrier officiel, les matchs joués en retard sont pris en compte la journée suivante. Les colonnes « Journées promouvable/relégable » incluent les places de barragiste.
| Journées →   | 1  | 2  | 3  | 4  | 5  | 6  | 7  | 8  | 9  | 10 | 11 | 12 | 13 | 14 | 15 | 16 | 17 | 18 | 19 | 20 | 21 | 22 | 23 | 24 | 25 | 26 | 27 | 28 | 29 | 30 | 31 | 32 | 33 | 34 | 35 | 36 | 37 | 38 | prom. | b.p. | b.r. | rel. |
| Équipe ↓     |    |    |    |    |    |    |    |    |    |    |    |    |    |    |    |    |    |    |    |    |    |    |    |    |    |    |    |    |    |    |    |    |    |    |    |    |    |    |       |      |      |      |
| ------------ | -- | -- | -- | -- | -- | -- | -- | -- | -- | -- | -- | -- | -- | -- | -- | -- | -- | -- | -- | -- | -- | -- | -- | -- | -- | -- | -- | -- | -- | -- | -- | -- | -- | -- | -- | -- | -- | -- | ----- | ---- | ---- | ---- |
| AC Ajaccio   | 13 | 5  | 11 | 7  | 10 | 11 | 14 | 8  | 12 | 13 | 9  | 12 | 14 | 14 | 13 | 12 | 12 | 15 | 15 | 15 | 15 | 15 | 12 | 15 | 11 | 13 | 13 | 12 | 14 | 13 | 14 | 14 | 15 | 14 | 14 | 12 | 13 | 11 |       |      |      |      |
| GFC Ajaccio  | 15 | 6  | 7  | 4  | 5  | 9  | 8  | 10 | 13 | 10 | 12 | 9  | 11 | 7  | 10 | 14 | 14 | 10 | 13 | 11 | 8  | 8  | 11 | 11 | 13 | 11 | 11 | 11 | 8  | 9  | 10 | 10 | 9  | 8  | 8  | 8  | 8  | 9  |       |      |      |      |
| Amiens       | 4  | 14 | 10 | 6  | 2  | 1  | 2  | 3  | 1  | 3  | 2  | 2  | 3  | 5  | 5  | 3  | 5  | 7  | 7  | 4  | 5  | 3  | 6  | 4  | 2  | 3  | 5  | 7  | 6  | 5  | 7  | 7  | 6  | 5  | 4  | 2  | 2  | 2  | 10    | 6    |      |      |
| Auxerre      | 12 | 15 | 9  | 13 | 14 | 13 | 16 | 17 | 19 | 19 | 18 | 19 | 20 | 20 | 19 | 20 | 19 | 19 | 19 | 19 | 19 | 19 | 20 | 19 | 17 | 17 | 17 | 17 | 17 | 18 | 18 | 17 | 17 | 17 | 17 | 17 | 17 | 17 |       |      | 3    | 15   |
| Bourg-en-B.  | 9  | 16 | 18 | 20 | 20 | 19 | 18 | 14 | 14 | 14 | 14 | 16 | 16 | 15 | 15 | 15 | 15 | 14 | 14 | 14 | 13 | 9  | 10 | 10 | 12 | 10 | 8  | 9  | 12 | 12 | 11 | 12 | 13 | 15 | 15 | 14 | 14 | 15 |       |      | 2    | 3    |
| Brest        | 11 | 4  | 1  | 1  | 1  | 4  | 1  | 2  | 2  | 2  | 1  | 1  | 1  | 1  | 1  | 2  | 2  | 1  | 1  | 1  | 1  | 1  | 1  | 1  | 1  | 1  | 1  | 1  | 3  | 2  | 1  | 1  | 1  | 2  | 2  | 5  | 5  | 5  | 31    | 1    |      |      |
| Clermont     | 20 | 18 | 19 | 15 | 11 | 6  | 6  | 9  | 10 | 12 | 13 | 14 | 13 | 13 | 9  | 13 | 13 | 13 | 10 | 8  | 10 | 12 | 14 | 13 | 15 | 15 | 14 | 14 | 13 | 14 | 13 | 13 | 12 | 12 | 13 | 16 | 15 | 12 |       |      | 1    | 2    |
| Laval        | 17 | 12 | 14 | 16 | 19 | 18 | 19 | 18 | 18 | 17 | 19 | 20 | 17 | 18 | 17 | 17 | 17 | 17 | 18 | 18 | 17 | 17 | 17 | 18 | 19 | 19 | 19 | 19 | 19 | 20 | 20 | 20 | 20 | 20 | 20 | 20 | 20 | 20 |       |      | 7    | 18   |
| Le Havre     | 3  | 1  | 4  | 8  | 8  | 8  | 9  | 11 | 7  | 5  | 4  | 3  | 4  | 3  | 3  | 5  | 6  | 8  | 8  | 9  | 14 | 14 | 15 | 14 | 10 | 12 | 10 | 8  | 10 | 11 | 9  | 9  | 10 | 9  | 9  | 9  | 9  | 8  | 1     | 4    |      |      |
| Lens         | 6  | 9  | 5  | 11 | 13 | 10 | 11 | 6  | 5  | 4  | 8  | 7  | 6  | 6  | 6  | 4  | 3  | 4  | 3  | 2  | 2  | 4  | 4  | 5  | 3  | 5  | 2  | 2  | 1  | 1  | 3  | 2  | 3  | 4  | 3  | 4  | 4  | 4  | 7     | 6    |      |      |
| Niort        | 8  | 11 | 16 | 19 | 17 | 20 | 20 | 20 | 17 | 15 | 16 | 13 | 12 | 9  | 7  | 8  | 9  | 9  | 11 | 13 | 11 | 11 | 9  | 9  | 9  | 9  | 12 | 13 | 9  | 8  | 8  | 8  | 8  | 10 | 10 | 10 | 10 | 10 |       |      |      | 4    |
| Nîmes        | 16 | 17 | 20 | 17 | 18 | 16 | 12 | 13 | 8  | 11 | 10 | 11 | 9  | 10 | 12 | 10 | 10 | 12 | 9  | 12 | 9  | 10 | 7  | 6  | 7  | 7  | 7  | 6  | 5  | 7  | 6  | 4  | 4  | 3  | 6  | 6  | 6  | 6  |       | 1    | 1    | 1    |
| Orléans      | 18 | 19 | 12 | 14 | 15 | 17 | 13 | 16 | 16 | 18 | 17 | 18 | 18 | 17 | 18 | 18 | 18 | 18 | 20 | 20 | 20 | 20 | 18 | 17 | 18 | 18 | 18 | 18 | 18 | 19 | 19 | 18 | 18 | 19 | 18 | 18 | 18 | 18 |       |      | 20   | 8    |
| Red Star     | 10 | 13 | 17 | 18 | 16 | 15 | 10 | 12 | 15 | 16 | 15 | 15 | 15 | 16 | 16 | 16 | 16 | 16 | 16 | 16 | 16 | 16 | 16 | 16 | 16 | 16 | 16 | 16 | 16 | 16 | 17 | 19 | 19 | 18 | 19 | 19 | 19 | 19 |       |      | 2    | 6    |
| Reims        | 5  | 7  | 8  | 5  | 6  | 3  | 3  | 1  | 3  | 1  | 3  | 5  | 2  | 2  | 4  | 6  | 4  | 3  | 2  | 3  | 3  | 2  | 2  | 3  | 5  | 4  | 3  | 3  | 2  | 4  | 5  | 6  | 7  | 7  | 7  | 7  | 7  | 7  | 8     | 10   |      |      |
| Sochaux      | 1  | 2  | 2  | 2  | 3  | 5  | 5  | 5  | 4  | 6  | 5  | 6  | 8  | 11 | 8  | 7  | 7  | 5  | 6  | 6  | 4  | 7  | 8  | 8  | 8  | 8  | 9  | 10 | 11 | 10 | 12 | 11 | 11 | 13 | 11 | 11 | 11 | 13 | 4     | 1    |      |      |
| Strasbourg   | 7  | 8  | 3  | 3  | 4  | 2  | 4  | 4  | 6  | 9  | 11 | 10 | 7  | 8  | 11 | 9  | 8  | 6  | 4  | 5  | 6  | 6  | 3  | 7  | 6  | 2  | 4  | 5  | 4  | 3  | 2  | 3  | 2  | 1  | 1  | 1  | 1  | 1  | 9     | 5    |      |      |
| Tours        | 14 | 10 | 15 | 10 | 12 | 14 | 17 | 19 | 20 | 20 | 20 | 17 | 19 | 19 | 20 | 19 | 20 | 20 | 17 | 17 | 18 | 19 | 20 | 20 | 20 | 20 | 20 | 20 | 17 | 16 | 16 | 16 | 16 | 16 | 16 | 15 | 16 | 16 |       |      | 1    | 17   |
| Troyes       | 19 | 20 | 13 | 9  | 9  | 12 | 15 | 15 | 9  | 7  | 6  | 4  | 5  | 4  | 2  | 1  | 1  | 2  | 5  | 7  | 7  | 5  | 5  | 2  | 4  | 6  | 6  | 4  | 7  | 6  | 4  | 5  | 5  | 6  | 5  | 3  | 3  | 3  | 5     | 3    |      | 2    |
| Valenciennes | 2  | 3  | 6  | 12 | 7  | 7  | 7  | 7  | 11 | 8  | 7  | 8  | 10 | 12 | 14 | 11 | 11 | 11 | 12 | 10 | 12 | 13 | 13 | 12 | 14 | 14 | 15 | 15 | 15 | 15 | 15 | 15 | 14 | 11 | 12 | 13 | 12 | 14 | 1     | 1    |      |      |

En gras et italique, les équipes comptant au moins un match en retard :
1. ↑  GFC Ajaccio-Amiens SC, match de la 7e journée reporté en raison d'intempéries[12], rattrapé entre la 9e et la 10e journée.
2. ↑  RC Strasbourg-Tours FC, match de la 21e journée reporté en raison du terrain gelé[13], rattrapé entre la 26e et la 27e journée.
3. ↑  Retrait de quatre points à l'US Orléans entre la 27e et la 28e journées

### Domicile et extérieur
Source : Classement domicile et Classement extérieur sur LFP.fr
| Rang | Équipe                 | Pts | J  | G  | N | P | Bp | Bc | Diff |
| ---- | ---------------------- | --- | -- | -- | - | - | -- | -- | ---- |
| 1    | RC Strasbourg          | 44  | 19 | 14 | 2 | 3 | 39 | 19 | +20  |
| 2    | ES Troyes AC           | 43  | 19 | 13 | 4 | 2 | 34 | 14 | +20  |
| 3    | AC Ajaccio             | 37  | 19 | 11 | 4 | 4 | 31 | 23 | +8   |
| 4    | Amiens SC              | 34  | 19 | 10 | 4 | 5 | 29 | 15 | +14  |
| 5    | RC Lens                | 33  | 19 | 9  | 6 | 4 | 21 | 13 | +8   |
| 6    | Stade brestois 29      | 32  | 19 | 10 | 2 | 7 | 34 | 25 | +9   |
| 7    | Stade de Reims         | 32  | 19 | 9  | 5 | 5 | 22 | 15 | +7   |
| 8    | US Orléans             | 31  | 19 | 8  | 7 | 4 | 25 | 17 | +8   |
| 9    | Le Havre AC            | 30  | 19 | 8  | 6 | 5 | 23 | 16 | +7   |
| 10   | Chamois niortais       | 30  | 19 | 8  | 6 | 5 | 23 | 16 | +7   |
| 11   | Valenciennes FC        | 29  | 19 | 7  | 8 | 4 | 25 | 18 | +7   |
| 12   | GFC Ajaccio            | 29  | 19 | 7  | 8 | 4 | 28 | 24 | +4   |
| 13   | Nîmes Olympique        | 27  | 19 | 6  | 9 | 4 | 24 | 16 | +8   |
| 14   | Bourg-en-Bresse 01     | 24  | 19 | 6  | 6 | 7 | 24 | 27 | -3   |
| 15   | FC Sochaux-Montbéliard | 23  | 19 | 5  | 8 | 6 | 23 | 23 | 0    |
| 16   | Tours FC               | 23  | 19 | 6  | 5 | 8 | 24 | 29 | -5   |
| 17   | Clermont Foot 63       | 22  | 19 | 5  | 7 | 7 | 20 | 20 | 0    |
| 18   | AJ Auxerre             | 22  | 19 | 6  | 4 | 9 | 17 | 23 | -6   |
| 19   | Red Star FC            | 21  | 19 | 5  | 6 | 8 | 22 | 26 | -4   |
| 20   | Stade lavallois        | 17  | 19 | 3  | 8 | 8 | 21 | 26 | -5   |

| Rang | Équipe                 | Pts | J  | G  | N | P  | Bp | Bc | Diff |
| ---- | ---------------------- | --- | -- | -- | - | -- | -- | -- | ---- |
| 1    | Nîmes Olympique        | 37  | 19 | 11 | 4 | 4  | 34 | 24 | +10  |
| 2    | Stade brestois 29      | 33  | 19 | 9  | 6 | 4  | 24 | 19 | +5   |
| 3    | RC Lens                | 32  | 19 | 9  | 5 | 5  | 31 | 21 | +10  |
| 4    | Amiens SC              | 32  | 19 | 9  | 5 | 5  | 27 | 23 | +4   |
| 5    | Le Havre AC            | 24  | 19 | 6  | 6 | 7  | 16 | 15 | +1   |
| 6    | Clermont Foot 63       | 24  | 19 | 6  | 6 | 7  | 26 | 28 | -2   |
| 7    | ES Troyes AC           | 23  | 19 | 6  | 5 | 8  | 25 | 29 | -4   |
| 8    | RC Strasbourg          | 23  | 19 | 5  | 8 | 6  | 24 | 28 | -4   |
| 9    | Stade de Reims         | 23  | 19 | 5  | 8 | 6  | 20 | 24 | -4   |
| 10   | FC Sochaux-Montbéliard | 23  | 19 | 6  | 5 | 8  | 15 | 20 | -5   |
| 11   | GFC Ajaccio            | 22  | 19 | 6  | 4 | 9  | 19 | 27 | -8   |
| 12   | AJ Auxerre             | 21  | 19 | 5  | 6 | 8  | 11 | 17 | -6   |
| 13   | Tours FC               | 20  | 19 | 4  | 8 | 7  | 31 | 31 | 0    |
| 14   | Bourg-en-Bresse 01     | 20  | 19 | 5  | 5 | 9  | 25 | 31 | -6   |
| 15   | Chamois niortais       | 19  | 19 | 4  | 7 | 8  | 19 | 28 | -9   |
| 16   | Valenciennes FC        | 16  | 19 | 3  | 7 | 9  | 19 | 26 | -7   |
| 17   | Red Star FC            | 15  | 19 | 3  | 6 | 10 | 14 | 30 | -16  |
| 18   | Stade lavallois        | 13  | 19 | 2  | 7 | 10 | 12 | 26 | -14  |
| 19   | AC Ajaccio             | 11  | 19 | 2  | 5 | 12 | 16 | 35 | -19  |
| 20   | US Orléans             | 11  | 19 | 3  | 2 | 14 | 16 | 37 | -21  |

### Classement des buteurs
| Rang | Buteur             | Club                   | Buts Note 1 | Pen. Note 2 | Pas. Note 3 | J Note 4 | Min. Note 5 | Pts. Note 6 |
| ---- | ------------------ | ---------------------- | ----------- | ----------- | ----------- | -------- | ----------- | ----------- |
| 1    | Adama Niane        | ESTAC Troyes           | 23          | 7           | 5           | 16       | 2388        | 37          |
| 2    | Khalid Boutaïb     | RC Strasbourg          | 20          | 5           | 4           | 16       | 2904        | 36          |
| 3    | Denis Bouanga      | Tours FC               | 16          | 2           | 6           | 13       | 2882        | 26          |
| 4    | Cristian Lopez     | RC Lens                | 16          | 3           | 0           | 12       | 2385        | 28          |
| 5    | Faneva Andriatsima | FC Sochaux-Montbéliard | 14          | 0           | 2           | 12       | 3049        | 22          |
| 6    | Ande Dona Ndoh     | Chamois niortais       | 14          | 1           | 3           | 11       | 2444        | 22          |
| 7    | Rachid Alioui      | Nîmes Olympique        | 13          | 0           | 6           | 9        | 2246        | 20          |
| 8    | Rémy Dugimont      | Clermont Foot 63       | 13          | 2           | 6           | 11       | 2913        | 22          |
| 9    | Riad Nouri         | AC Ajaccio             | 11          | 1           | 8           | 10       | 3104        | 19          |
| 10   | Neal Maupay        | Stade brestois 29      | 11          | 1           | 1           | 11       | 2179        | 26          |

| Source : Classement des buteurs sur le site de la LFP 1 : Nombre de buts inscrits incluant le nombre de pénaltys 2 : Nombre de pénaltys 3 : Nombre de passes décisives 4 : Nombre de matchs durant lequel le joueur a marqué 5 : Temps de jeu total en minutes 6 : Nombre de points du club du buteur |

### Classement des passeurs
| Rang | Passeur          | Club            | Pas. Note 1 | CPA. Note 1 | J Note 2 | Min. Note 3 |
| ---- | ---------------- | --------------- | ----------- | ----------- | -------- | ----------- |
| 1    | Téji Savanier    | Nîmes Olympique | 13          | 12          | 11       | 2747        |
| 2    | Dimitri Liénard  | RC Strasbourg   | 11          | 6           | 10       | 2376        |
| 3    | Yoann Court      | Gazélec Ajaccio | 10          | 3           | 9        | 3002        |
| 4    | Stéphane Darbion | ES Troyes AC    | 10          | 4           | 8        | 3275        |
| 5    | Riad Nouri       | AC Ajaccio      | 9           | 4           | 8        | 3104        |
| 6    | Benjamin Nivet   | ES Troyes AC    | 8           | 1           | 7        | 3052        |
| 7    | Abdellah Zoubir  | RC Lens         | 8           | 1           | 6        | 2902        |
| 8    | Zinedine Ferhat  | Le Havre AC     | 8           | 3           | 7        | 2580        |
| 9    | Diego Rigonato   | Stade de Reims  | 8           | 6           | 8        | 2587        |
| 10   | Tanguy Ndombele  | Amiens SC       | 7           | 0           | 5        | 1898        |

| Source : Classement officiel des passeurs de la LFP 1 : Nombre de passes décisives (+) dont coups de pied arrêtés (-) 2 : Nombre de matchs durant lequel le joueur a effectué une ou plusieurs passes décisives (+) 3 : Temps de jeu total en minutes (-) |

### Buts marqués par journée
Ce graphique représente le nombre de buts marqués lors de chaque journée.
Total de 943 buts en 380 matches, soit 24,82 buts/journée et 2,48 buts/match

### Meilleures affluences de la saison
| Rang | Match                                     | Journée | Date       | Affluence |
| ---- | ----------------------------------------- | ------- | ---------- | --------- |
| 1    | RC Lens - RC Strasbourg Alsace            | J36     | 08/05/2017 | 38 033    |
| 2    | RC Lens - Chamois niortais                | J38     | 19/05/2017 | 37 700    |
| 3    | RC Lens - Stade brestois 29               | J31     | 01/04/2017 | 37 515    |
| 4    | RC Lens - Valenciennes FC                 | J27     | 25/02/2017 | 35 250    |
| 5    | RC Lens - Stade de Reims                  | J12     | 22/10/2016 | 33 206    |
| 6    | RC Lens - Amiens SC                       | J04     | 20/08/2016 | 29 585    |
| 7    | RC Lens - FC Sochaux-Montbéliard          | J29     | 13/03/2017 | 28 136    |
| 8    | RC Strasbourg Alsace - Bourg-en-Bresse 01 | J38     | 19/05/2017 | 27 503    |
| 9    | RC Lens - GFC Ajaccio                     | J19     | 17/12/2016 | 26 460    |
| 10   | RC Lens - Tours FC                        | J02     | 05/08/2016 | 26 141    |

### Affluences journée par journée
Ce graphique représente le nombre de spectateurs lors de chaque journée.

## Bilan de la saison

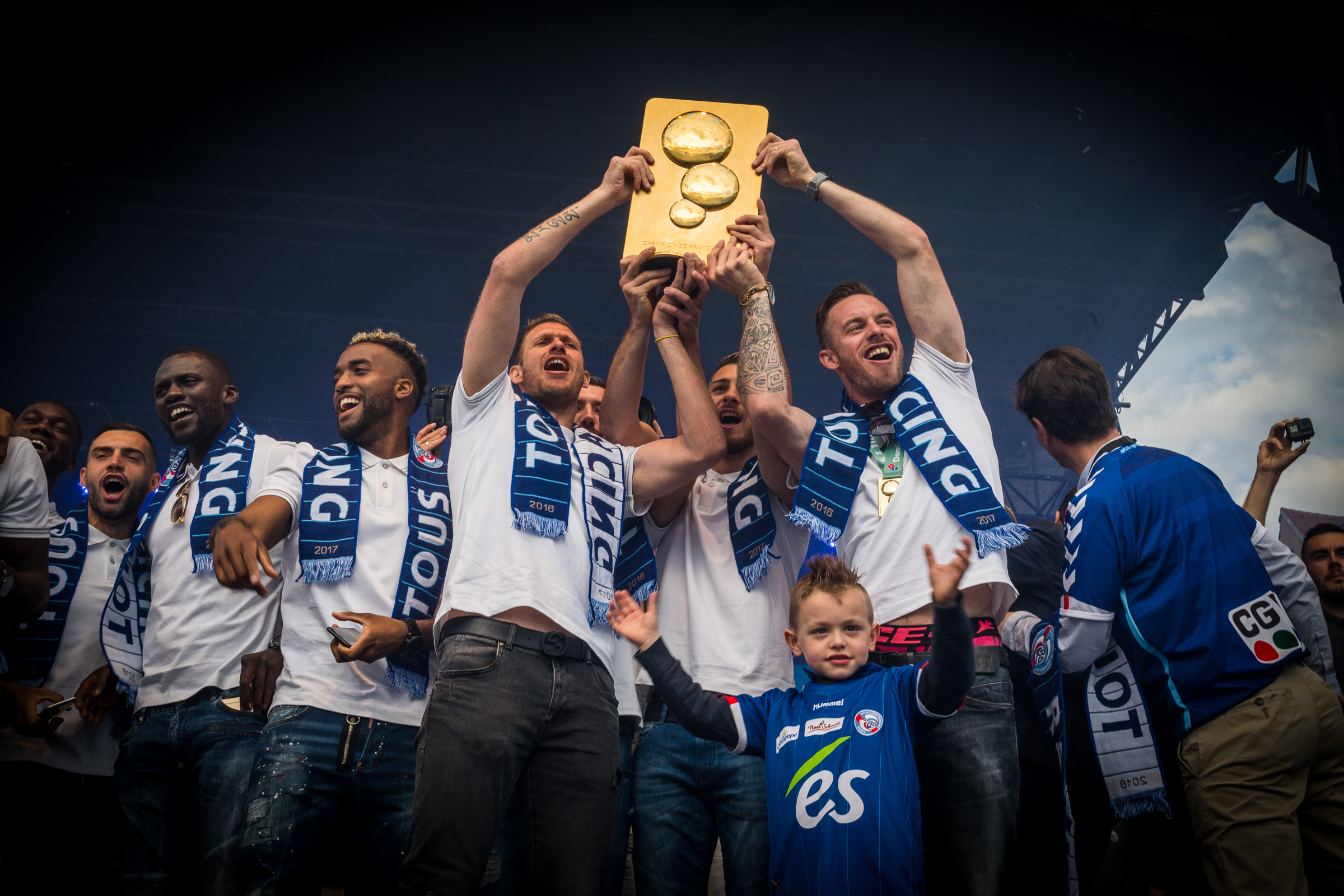
Le RCSA termine champion de Ligue 2 et fête son titre sur la place Kléber le 20 mai 2017.

- Meilleure attaque : RC Strasbourg Alsace (63 buts marqués)[16].
- Meilleure défense : Le Havre AC (31 buts encaissés)[17].
- Premier but de la saison :  Mouhamadou Lamine Ndao   5e pour le Valenciennes FC contre le Clermont Foot 63 (1-0) le 29 juillet 2016[18].
- Dernier but de la saison :  Emmanuel Bourgaud   90+5e pour l'Amiens SC contre le Stade de Reims (2-1) le 19 mai 2017[19].
- Premier but contre son camp :  Anthony Weber   70e (csc) du Stade de Reims en faveur de l'Amiens SC (1-1) le 1er août 2016[20].
- Premier penalty :  Yoann Court   23e (pen.) pour le GFC Ajaccio contre l'AJ Auxerre (1-2) le 5 août 2016[21].
- Premier but sur coup franc direct :  Bruno Grougi   44e pour le Stade brestois 29 contre le Red Star (0-3) le 12 août 2016[22].
- Premier doublé :  Faneva Andriatsima   50e   74e pour le FC Sochaux-Montbéliard contre l'ES Troyes AC (1-3) le 29 juillet 2016[23].
- Premier triplé :  Khalid Boutaïb   22e   51e   68e pour le RC Strasbourg Alsace contre le Tours FC (1-3) le 12 août 2016[24].
- Premier carton rouge :  Joseph Lopy   8e avec le Clermont Foot 63 contre le Valenciennes FC le 29 juillet 2016[18].
- But le plus rapide d'une rencontre :
  -  Idriss Mhirsi   1re pour le Red Star contre l'US Orléans (1-0) le 29 novembre 2016[25].
  -  Xavier Chavalerin   1re pour le Red Star contre les Chamois niortais (2-3) le 24 février 2017[26].
- But le plus tardif d'une rencontre :
  -  Florian Miguel   90+6e pour le Tours FC contre le Nîmes Olympique (1-1) le 10 février 2017[27].
- Plus jeune buteur de la saison :  Ibrahima Konaté à l'âge de 17 ans, 10 mois et 4 jours pour le FC Sochaux-Montbéliard contre les Chamois niortais (2-2), le 7 avril 2017[28].
- Plus vieux buteur de la saison :  Benjamin Nivet à l'âge de 40 ans, 4 mois et 15 jours pour l'ES Troyes AC contre le FC Sochaux-Montbéliard (2-3), le 19 mai 2017[29].
- Journée de championnat la plus riche en buts : 33e journée (40 buts)[30].
- Journée de championnat la plus pauvre en buts : 1re journée (9 buts)[30].
- Nombre de buts inscrits durant la saison : 943 buts[30].
- Plus grand nombre de buts dans une rencontre : 9 buts
  - 3-6 lors de AC Ajaccio - RC Lens le 10 avril 2017[31].
- Plus large victoire à domicile : 4 buts d'écart
  - 4-0 lors de ES Troyes AC - RC Strasbourg le 7 février 2017[32].
  - 4-0 lors de Amiens SC - GFC Ajaccio le 10 février 2017[33].
  - 4-0 lors de ES Troyes AC - Amiens SC le 4 mars 2017[34].
  - 4-0 lors de Valenciennes FC - US Orléans le 21 avril 2017[35].
  - 4-0 lors de US Orléans - Red Star le 28 avril 2017[36].
  - 6-2 lors de Stade brestois 29 - GFC Ajaccio le 19 mai 2017[37].
- Plus large victoire à l'extérieur : 4 buts d'écart
  - 0-4 lors de AJ Auxerre - Chamois niortais le 29 octobre 2016[38].
  - 0-4 lors de Valenciennes FC - Tours FC le 17 mars 2017[39].
  - 0-4 lors de GFC Ajaccio - RC Lens le 12 mai 2017[40].
  - 0-4 lors de Tours FC - Le Havre AC le 12 mai 2017[41].
- Plus grand nombre de buts en une mi-temps : 8 buts
  - 1re mi-temps de AC Ajaccio - RC Lens (3-5, 3-6) le 10 avril 2017[31].
- Plus grand nombre de buts dans une rencontre pour un joueur : 3 buts
  -  Khalid Boutaïb   22e   51e   68e pour le RC Strasbourg Alsace contre le Tours FC (1-3) le 12 août 2016[24].
  -  Ande Dona Ndoh   58e   77e   90+2e pour les Chamois niortais contre l'AJ Auxerre (0-4) le 29 octobre 2016[38].
  -  Cheick Fantamady Diarra   37e   68e   80e pour le Tours FC contre le Valenciennes FC (0-4) le 17 mars 2017[39].
  -  Angelo Fulgini   75e   78e   80e pour le Valenciennes FC contre l'US Orléans (4-0) le 21 avril 2017[35].
  -  Arthur Gomis   3e   55e   63e pour l'US Orléans contre le Red Star (4-0) le 28 avril 2017[36].
  -  Cristian Lopez   42e (pen.)   70e   88e pour le RC Lens contre le GFC Ajaccio (0-4) le 13 mai 2017[40].
- Doublé le plus rapide : 1 minute
  -  Ousmane Cissokho   77e   78e pour le Nîmes Olympique contre pour le Stade brestois 29 (2-3) le 6 mai 2017[42].
- Triplé le plus rapide : 5 minutes
  -  Angelo Fulgini   75e   78e   80e pour le Valenciennes FC contre l'US Orléans (4-0) le 21 avril 2017[35].
- Plus grand nombre de spectateurs dans une rencontre : 38 033 spectateurs lors de RC Lens - RC Strasbourg Alsace le 8 mai 2017[43].
- Plus petit nombre de spectateurs dans une rencontre : 1 679 spectateurs lors de Bourg-en-Bresse 01 - Chamois niortais le 26 août 2016[44].
- Plus grande série de victoires : 6 matchs pour l'Amiens SC entre la 33e et la 38e journée.
- Plus grande série de défaites : 5 matchs pour le Tours FC entre la 6e et la 10e journée.
- Plus grande série de matchs sans défaite : 10 matchs
  - L'ES Troyes AC entre la 7e et la 16e journée
  - Le Bourg-en-Bresse 01 entre la 13e et la 22e journée
  - Le RC Strasbourg Alsace entre la 29e et la 38e journée
- Plus grande série de matchs sans victoire : 10 matchs pour le Havre AC entre la 15e et la 24e journée.
- Champion d'automne : Stade brestois 29
- Champion : RC Strasbourg Alsace